# Dresdner Hefte
Die Dresdner Hefte sind eine in Dresden seit 1983 erscheinende regional- und kulturgeschichtliche Zeitschrift. Bis 1990 wurden sie durch die im Kulturbund der DDR organisierte Forschungsgemeinschaft Kulturgeschichte des Dresdner Raumes herausgegeben, seit 1992 ist der Dresdner Geschichtsverein der Herausgeber. Die Zeitschrift erscheint vierteljährlich. Jedes Heft widmet sich einem Schwerpunktthema.

## Geschichte
Im Zuge einer seit Anfang der 1980er Jahre zu registrierenden Liberalisierung der DDR-Kulturpolitik rückte auch die sogenannte „Erbepflege“ in den Vordergrund. In Dresden wurde dies als Chance genutzt, die regionale Kulturgeschichte auch publizistisch aufzubereiten und einem größeren Publikum zugänglich zu machen. Der Forschungsgemeinschaft Kulturgeschichte des Dresdner Raumes im DDR-Kulturbund gelang es, eine Lizenzierung für eine eigene Zeitschriftenreihe zu erhalten. Durch die Mitarbeit renommierter Fachleute erarbeitete sich die Zeitschriftenreihe bald eine gute Reputation.
Diese Reputation half auch, die Dresdner Hefte über die Umbrüche der Wende hinweg zu erhalten. Der 1991 gegründete Dresdner Geschichtsverein übernahm ab 1992 die Herausgeberfunktion, unterstützt durch einen Redaktionsbeirat. Mitglieder dieses Beirats sind bzw. waren unter anderem Matthias Herrmann, Hans John, Harald Marx und Winfried Müller. Die Gesamtredaktion lag von 1990 bis 2016 bei Hans-Peter Lühr, dessen Nachfolger zum 1. August 2016 Justus H. Ulbricht wurde. Er verantwortete die Hefte Nr. 127 bis 145. Seit dem 1. März 2021 hat Caroline Förster die Redaktion übernommen.
Seit 1991 erweiterten die Dresdner Hefte das Themenspektrum. Ein Schwerpunkt wurde die Geschichte Dresdens und der Region im 19. und 20. Jahrhundert, vor allem zu den wichtigen politischen Umbrüchen und deren Folgen. Weiterer Themenkomplex sind die verschiedenen Kulturlandschaften, sowohl die Kulturlandschaft Dresdner Elbtal als auch kleinteiligere Kulturräume, etwa zu Loschwitz-Pillnitz oder zu Moritzburg, aber auch zu Bauwerken wie bspw. dem Dresdner Neumarkt. Ebenfalls behandelt wurden die Beziehungen Dresdens zu den verschiedenen europäischen Nachbarn, etwa zu Polen, Italien, Böhmen oder der Schweiz.
Thematisiert wurden in den Dresdner Heften auch berühmte Persönlichkeiten, die in Dresden gewirkt haben, bspw. Richard Wagner oder Carl Gustav Carus. Weiterer Schwerpunkt sind bis heute Einzelthemen wie etwa die Geschichte des Dresdner Sports oder jüdisches Leben in der Stadt. Die Hefte erscheinen vierteljährlich in einer Auflage von ca. 5000 Stück. Bis September 2013 sind insgesamt 115 reguläre Hefte erschienen. Das Heft 145 erschien mit einer Auflage von 2000 Stück.
Seit 2012 sind die ersten einhundert Hefte in digitaler Form auf den Seiten der SLUB Dresden zugänglich. Neben den regulären Heften gibt es in unregelmäßigen Abständen auch Sonderhefte, von denen bislang sieben erschienen sind, unter anderem mit den Nachkriegstagebüchern von Victor Klemperer und den Tagebüchern des Malers Curt Querner. 1993 wurden die Dresdner Hefte mit dem „Bundespreis der deutschen Heimatzeitschriften“ ausgezeichnet.

## Redakteure
- 1983 bis 1990 Bernhard Schawohl (Dresdner Hefte 1–23)
- 1990 bis 1990 Hans-Günter Hilbert (Dresdner Heft 24)
- 1990 bis 2016 Hans-Peter Lühr (Dresdner Hefte 25–126)
- 2016 bis 2020 Justus H. Ulbricht (Dresdner Hefte 127–145)
- seit 2021 Caroline Förster (Dresdner Hefte 146–)

## Redaktionsbeiräte
- Hagen Bächler
- Caroline Förster
- Matthias Herrmann
- Günter Jäckel
- Hans John
- Hans-Peter Lühr
- Harald Marx
- Joachim Menzhausen
- Winfried Müller
- Hans Joachim Neidhardt
- Jürgen Paul
- Heinz Quinger
- Claudia Quiring
- Volker Ruhland
- Hans-Jürgen Safert
- Bernhard Schawohl
- Mike Schmeitzner
- Justus H. Ulbricht